# 宝生和英
宝生 和英（ほうしょう かずふさ、1986年 - ）とは、シテ方宝生流能楽師。シテ方宝生流第二十代宗家。宝生会常務理事、石川県能楽文化協会 名誉顧問、裏千家淡交会 東京第一東支部 支部顧問。
宝生英照（十九代宗家）の長男。5歳で初舞台「西王母」子方、9歳で「岩船」にて初シテを勤める。先代および今井泰男、三川泉、佐野萌といった流儀重鎮の薫陶を受ける。2008年に宗家を継承。これまでに「鷺」「乱」「石橋」「道成寺」「翁」のほか、一子相伝曲「弱法師 双調之舞」「安宅 延年之舞」「朝長 懺法」などを披演。伝統的な公演に重きを置く一方、異流競演や復曲などにも取り組む。また、公演活動のほか、マネジメント業務も行う。海外ではイタリア、香港を中心に文化交流事業を手掛けるなど、精力的に活動している。2008年東京藝術大学アカンサス音楽賞受賞、2019年第40回松尾芸能賞新人賞受賞。

## 公演
- 宝生会月浪能（明治時代から、宝生会の月例能として始まった演能会で、中堅以上の能楽師が披演）
- 宝生会月浪能特別会（年2回、春と秋に行われる宝生会の選りすぐりの演者による最高位に属する演能会で、稀曲や秘曲が並ぶ）
- 金沢能楽会
- 富山宝生会
- 名古屋宝生会
- 大阪七宝会
- 九州宝生会
- 山形庄内能楽堂
- 2015年鹿児島国民文化祭
- 2015年ミラノ国際博覧会　ジャパンデー「高砂」披演（2015年7月11日）
- 2016年第21回ミラノ・トリエンナーレ　特別公演「MIDARE（乱）」披演（2016年7月4日）
- 2016年文化庁東アジア文化交流使
- 2017年バチカン勧進能　能「復活のキリスト」
- 2017年香港大学能楽公演
- 2018年ローマ日本文化会館公演、フィレンツェ
- 2019年スポレート2MONDI、カッラーラ、ミラノテアトロフランコ水上薪能
- 2019年第2回香港大学能楽公演
- 2019年アブダビアートシンポジウム
- 2022年日本・UAE国交50周年記念公演
- 2022年日本・オマーン国交50周年記念公演